# Dear Mama
„Dear Mama” este o melodie rap a artistului hip hop, 2Pac. Piesa a fost produsă de Tony Pizarro pentru cel de-al treilea album solo al lui 2Pac ca o odă pentru mama lui, Afeni Shakur.
„Dear Mama” a fost lansată pe 21 februarie 1995 ca primul single pentru album. Singleul a fost cel mai  de succes dintre toate cele lansate. Cântecul este considerat de critici și de  fanii ca fiind una dintre cele mai bune melodii hip hop din toate timpurile și una dintre cele mai bune piese ale lui 2Pac în special, fiind clasată pe locul patru în topul făcut de About.com, „Top 100 Rap Songs”. Pe 23 ianuarie 2010, s-a anunțat că Biblioteca Congresului păstrează Dear Mama, împreună cu alte 24 de melodii, în Registrul Național de Înregistrare pentru semnificația lor culturală.
Dear Mama are monstre din melodia „Sadie” de The Spinners și de la „In All My Wildest Dreams” de Joe Sample.

## Fundal
„Dear Mama” a fost scrisă ca un omagiu adus mamei sale, Afeni Shakur. Producătorul Tony Pizarro, a explicat acest lucru.

## Succesul comercial și criticile
Piesa a fost prima în topul Billboard Hot Rap Singles pentru cinci săptămâni, în R&B/Hip-Hop Singles pentru o săptămână și ajuns pe locul #9 în Billboard Hot 100. A fost de asemenea pe primul loc în Hot Dance Music Maxi-Singles pentru patru săptămâni. Singleul a fost certificat Platinium de RIAA pe 13 iulie 1995.
Este considerată de mulți ca fiind una dintre cele mai emoționante și respectate melodii ale lui 2Pac și este lăudată de mulți artiști (Eminem a menționat ca este cântecul lui favorit) chiar și de către mulți artiști care nu sunt implicați în afacerea hip-hop. În 1998, piesa a apărut pe 2Pac's Greatest Hits. Remixul oficial este produs de Nitty în colaborare cu Anthony Hamilton în lansarea din 2006, Pac's Life.
Snoop Dogg a declarat într-un interviu că acest cântec a afișat o latură introspectivă a lui 2Pac, care l-a făcut diferite de alți rapperi, deoarece „he went inside”, ceva ce alți rapperi au ezitat sau nu au putut să facă.
Piesa a apărut pe FOX Series New York Undercover episodul Manchild.

## Videoclip
Videoclipul melodiei „Dear Mama” a fost regizat de Calvin Caday în timp ce 2Pac era încarcerat; deși un om care semăna cu 2Pac a fost folosit pentru anumite momente ale videoclipului. Afeni Shakur a apărut și ea uitându-se într-un album cu fotografii, care îl arată pe Tupac mai tânăr. 

## Topuri
| Topuri (1995) - Topuri (1999)                   | Poziția |
| ----------------------------------------------- | ------- |
| Topurile Australiene                            | 37      |
| Topurile Germane                                | 81      |
| Topurile Olandeze                               | 31      |
| Topurile Nouă Zeelandeze                        | 4       |
| Topurile Suedeze                                | 43      |
| Topurile Elvețiene                              | 43      |
| UK Singles Chart                                | 27      |
| U.S. Billboard Hot 100                          | 9       |
| U.S. Billboard Hot R&B/Hip-Hop Singles & Tracks | 3       |
| U.S. Billboard Hot Rap Singles                  | 1       |

| Topul la finalul anului (1995) | Poziția |
| ------------------------------ | ------- |
| U.S. Billboard Hot 100         | 51      |